# Rebirthing
Rebirthing (auf dt. Wiedergebären bzw. wieder geboren werden) ist eine besondere Technik des zirkulären Atmens, also des Ein- und Ausatmens ohne Pausen. Begründer dieser Atemtechnik war in den 1960er Jahren Leonard Orr, der sie durch Selbstversuche entwickelte und als Methode zur Atem- und Bewusstseinsschulung verstand. Diese Atemtechnik kann zur Hyperventilation führen. Teilweise wird diese bewusst angestrebt.
Die Anhänger dieser Methoden bezeichnen sie als Selbsterfahrungstechnik, die dazu dienen soll, mehr „inneren Raum“ zu ermöglichen. „Innerer Raum“ kann nach Auffassung der Vertreter von Rebirthing dann entstehen, wenn Gewohnheiten bewusst nachempfunden und losgelassen werden. Auch Atemmuster gehören zu diesen Gewohnheiten. Häufig wird Rebirthing dem Namen entsprechend praktiziert, um durch diese Form des Atmens das eigene Geburtserlebnis ins Bewusstsein zu holen. Es ist umstritten, ob dies möglich ist. Auch andere Inhalte des Unbewussten, verdrängte Gefühle und Erfahrungen, sollen durch diese Atemtechnik bewusst gemacht werden können, um „bearbeitet“ zu werden.
Es gibt keine einheitliche Ausbildung für Rebirthing-Therapeuten und keine staatlich anerkannte Bezeichnung. Mittlerweile haben sich verschiedene Richtungen des Rebirthing entwickelt.

## Kritik und Risiken
- Etliche Psychologen bezweifeln, dass während eines Rebirthings tatsächlich die eigene Geburt wiedererlebt wird; sie halten das für Halluzinationen aufgrund des Hyperventilierens.
- Hyperventilation kann zur Bewusstseinstrübung und zu Bewusstlosigkeit führen. Für Menschen mit Asthma, Herzproblemen oder Epilepsie kann diese Methode lebensgefährlich sein.
- Viele Anbieter haben keine fundierte psychologische Ausbildung und sind nicht in der Lage, den Klienten beim Verarbeiten unbewältigter Erinnerungen und Gefühle professionell zu helfen. Wiederbelebte Traumata können Betroffene erneut traumatisieren.
- Die seelische Stabilität der Teilnehmer an Rebirthings wird vorher in der Regel nicht überprüft.
- Es sind Todesfälle bei diesem Therapieansatz dokumentiert.